# 1910 au Manitoba
Chronologie du Manitoba
- 1906
- 1907
- 1908
- 1909
- 1910
- 1911
- 1912
- 1913
- 1914

Cette page concerne des événements d'actualité qui se sont produits durant l'année 1910 dans la province canadienne du Manitoba.

## Politique
- Premier ministre : Rodmond Palen Roblin
- Chef de l'Opposition :
- Lieutenant-gouverneur : Daniel Hunter McMillan
- Législature :

## Naissances

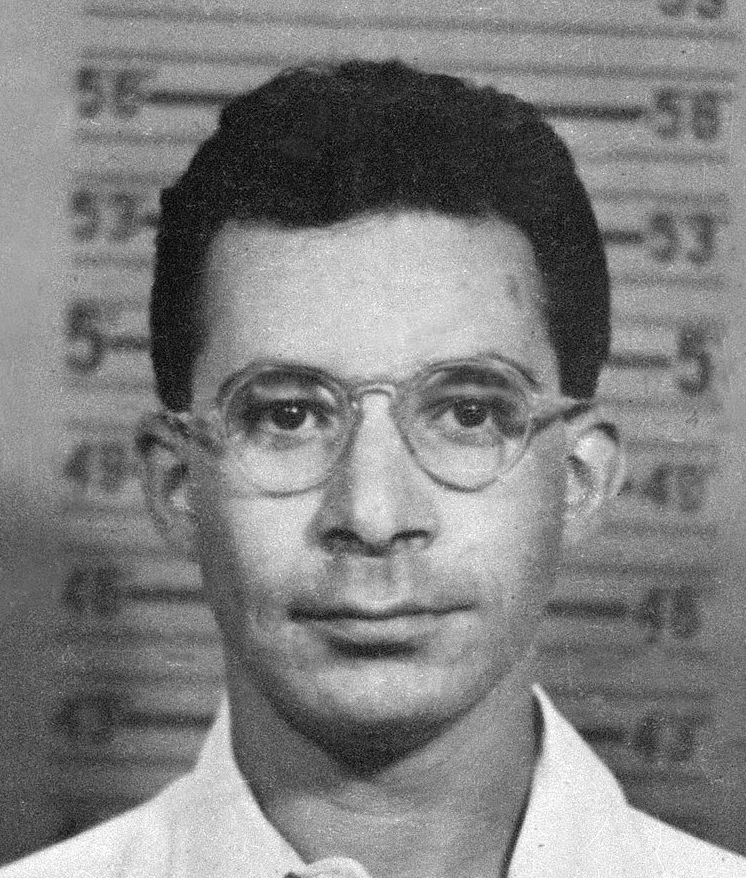
Louis Slotin

- Eric Gurney (né à Winnipeg – décédé en 1992) était un dessinateur et scénariste pour l'animation américano-canadien. Il est principalement connu pour son travail au sein de la The Walt Disney Company.

- 17 juillet : James Elliott Coyne (né à Winnipeg - mort le 12 octobre 2012 à Winnipeg, à 102 ans[1]) est le deuxième gouverneur de la Banque du Canada. Il a tenu ce poste de 1955 à 1961.

- 27 octobre : Jack Carson (John Elmer Carson) était un acteur canadien né à Carman (Manitoba) et décédé le 2 janvier 1963 à Encino, (Californie) États-Unis. Il repose au Forest Lawn Glendale à Los Angeles.

- 1er décembre : Louis Slotin (né à Winnipeg - mort le 30 mai 1946 à Los Alamos, États-Unis) est un physicien nucléaire canadien qui prend part au projet Manhattan. Il meurt à la suite d'une irradiation massive causée par un accident de criticité en laboratoire[2].